# 영창초등학교
영창초등학교는 대한민국 전라남도 함평군 학교면 경화동길 5 (사거리)에 있었던 공립 초등학교이다.

## 연혁
- 1969년 11월 20일 학다리국민학교 영창분교장 인가
- 1970년 3월 1일 영창국민학교로 승격 개교
- 1987년 3월 15일 병설유치원 개원
- 1996년 3월 1일 영창초등학교로 개칭
- 2009년 3월 1일 학다리중앙초등학교로 통폐합